# Mitropapokal 1970/71
Der Mitropapokal 1970/71 war die 31. Auflage des Fußballwettbewerbs. Čelik Zenica gewann das Finale gegen SV Austria Salzburg.

## Achtelfinale
|                     | Gesamt    |                     | Hinspiel | Rückspiel |
| ------------------- | --------- | ------------------- | -------- | --------- |
| Vasas SC            | 3:4       | SV Austria Salzburg | 3:1      | 0:3       |
| Radnički Kragujevac | 1:3       | Lanerossi Vicenza   | 1:0      | 0:3       |
| AC Turin            | 2:3       | MTK Budapest        | 1:1      | 1:2 n. V. |
| Linzer ASK          | 1:5       | Škoda Pilsen        | 1:1      | 0:4       |
| Grazer AK           | (a)3:3(a) | NK Maribor          | 2:0      | 1:3       |
| Slavia Prag         | 0:2       | Csepel SC           | 0:2      | 0:0       |
| Diósgyőri VTK       | 2:0       | Lokomotíva Košice   | 2:0      | 0:0       |
| Čelik Zenica        | 3:1       | Catania Calcio      | 3:0      | 0:1       |

## Viertelfinale
|                   | Gesamt    |                     | Hinspiel | Rückspiel |
| ----------------- | --------- | ------------------- | -------- | --------- |
| Grazer AK         | 1:2       | MTK Budapest        | 0:0      | 1:2       |
| Csepel SC         | (a)1:1(a) | Škoda Pilsen        | 0:0      | 1:1       |
| Diósgyőri VTK     | 2:4       | Čelik Zenica        | 1:0      | 1:4       |
| Lanerossi Vicenza | 4:5       | SV Austria Salzburg | 3:2      | 1:3       |

## Halbfinale
|              | Gesamt |                     | Hinspiel | Rückspiel |
| ------------ | ------ | ------------------- | -------- | --------- |
| Csepel SC    | 3:4    | SV Austria Salzburg | 2:0      | 1:4       |
| Čelik Zenica | 2:1    | MTK Budapest        | 1:0      | 1:1       |

## Finale
Das Spiel fand am 22. September 1971 in Gorizia statt.
|              | Ergebnis |                     |
| ------------ | -------- | ------------------- |
| Čelik Zenica | 3:1      | SV Austria Salzburg |